# Lygodium auriculatum
Lygodium auriculatum är en ormbunkeart som först beskrevs av Carl Ludwig Willdenow och som fick sitt nu gällande namn av Arthur Hugh Garfit Alston.
Lygodium auriculatum ingår i släktet Lygodium och familjen Lygodiaceae. Inga underarter finns listade i Catalogue of Life.